# Goffredo di Vendôme

Stemma della famiglia Craon

Goffredo di Vendôme (Angers, 1070 circa – Angers, 26 marzo 1132) è stato un abate e scrittore francese.

## Biografia
Nato dalla nobile famiglia Craon, baroni di Angiò, prestò la sua opera per gli affari più rilevanti della Chiesa e dello Stato.
Nel 1094 il papa Urbano II poté rientrare nel Palazzo del Laterano grazie all'aiuto economico di Goffredo di Vendôme, che gli offrì una somma di denaro ottenuta dalla vendita dei propri beni.
L'abate fu molto critico nei confronti delle donne e scrisse: «Questo sesso ha avvelenato il nostro primo genitore, che era anche suo marito e suo padre, ha strangolato Giovanni Battista, portato a morte il coraggioso Sansone. In un certo qual modo, ha ucciso anche il Salvatore, perché se non fosse stato necessario per il suo peccato, nostro Signore non avrebbe avuto il bisogno di morire. Maledetto sia questo sesso in cui non vi è né timore, né bontà né amicizia e di cui bisogna diffidare più quando è amato che quando è odiato».

## Posterità
Il nome di Goffredo di Vendôme si inserisce storicamente tra coloro che avrebbero contribuito alla spiegazione del toponimo "Goffredo", riferito alla città di Castel Goffredo, in provincia di Mantova.

## Opere
- Lettere, delle quali restano cinque libri
- Opuscoli, pubblicati dal padre Jacques Sirmond  nel 1610
- Lettera di accusa indirizzata a Roberto d'Arbrissel, giudicato dall'abate Goffredo di aver tenuto un comportamento scandaloso, per il quale Roberto non fu canonizzato.
- Ave Regina Coelorum, antifona a compieta, recitata col canto gregoriano (Ave, Regina caelorum, ave Domina Angelorum, salve, radix, salve, porta, ex qua mundo lux est orta. Gaude Virgo gloriosa, super omnes speciosa, vale o valde decora, et pro nobis Christum exora - Ave, Regina dei cieli, ave Signora degli Angeli, porta e radice di salvezza, dalla quale è sorta la luce nel mondo. Godi, Vergine gloriosa, bella fra tutte (le donne), salve, o tutta santa, prega per noi Cristo Signore).
- Regina caeli laetare (Regina caeli laetare, alleluia. Quia quem meruisti portare, alleluia.Resurrexit sicut dixit, alleluia. Ora pro nobis Deum, alleluia - Regina dei cieli, rallegrati, alleluia. Poiché (Cristo), che hai meritato di portare (nel grembo), alleluia, è risorto, come aveva promesso, alleluia. Prega per noi il Signore, alleluia).